# Martian Gothic: Unification
Martian Gothic: Unification là tựa game kinh dị sinh tồn do hãng Creative Reality phát triển cho Microsoft Windows và Coyote Developments cho hệ máy PlayStation và được TalonSoft phát hành trên Microsoft Windows và Take-Two Interactive trên PlayStation. Phiên bản PlayStation là một trong số những game được phát hành vào gần cuối vòng đời của hệ máy này.

## Bối cảnh
Không rõ vì lý do gì mà trạm nghiên cứu không gian Vita-01 đóng trên Sao Hỏa lại mất liên lạc hoàn toàn với Trái Đất trong suốt 10 tháng. Nhất định phải có chuyện gì đó đã xảy ra, nhưng cụ thể là chuyện gì thì không ai rõ. Cuối cùng, bộ chỉ huy tại Trái Đất quyết định cử một đoàn gồm 3 phi hành gia lên trạm Vita để xem điều gì đã xảy ra. Người chơi sẽ là một trong ba thành viên đó. Ngày 17 tháng 6 năm 2019, nhóm của người chơi tiến vào bề mặt Sao Hỏa. Đây là nơi hoàn toàn hoang vu, không có gì ngoài cát bụi và sự tĩnh lặng. Thật không may là toàn bộ nhóm đã bị phân tán ngay từ khi đặt chân đến khu vực này, mọi người chỉ có thể liên lạc với nhau bằng radio chứ không thể tập hợp. Chính vì vậy mà mỗi người sẽ phải phát huy hết khả năng của mình để chống lại những hiểm họa đang rình rập chung quanh. Chuyến thám hiểm trở thành cuộc chiến sinh tồn. Cuối cùng, người chơi sẽ khám phá ra được tai họa nào đã ập xuống căn cứ Vita và phi hành đoàn của trạm không gian này vẫn chưa chết như người chơi thoạt tưởng. Nhưng liệu người chơi có còn sống sót hay không để chiến đấu bảo vệ họ, cũng như tiêu diệt kẻ thù bí ẩn, thì lại do chính người chơi quyết định. Câu chuyện sẽ đưa người chơi thám hiểm cả bề mặt lẫn trong lòng Sao Hỏa cho đến khi phát hiện ra được một bí mật, còn lâu đời hơn cả lịch sử nhân loại.
Căn cứ Vita-01 được xây dựng vào năm 2009 bởi Tập đoàn Allenby vốn được xem là một tập đoàn có tài lực hùng hậu nhất trên Trái Đất, nhằm mục đích nghiên cứu sự sống ngoài hành tinh tiềm năng từ vi hóa thạch trên Sao Hỏa, sau khi phát hiện vào năm 1996 rằng một thiên thạch từ Sao Hỏa được tìm thấy vào năm 1984 có chứa vi khuẩn cổ xưa từng bị rơi xuống Nam Cực cách đây 11.000 năm TCN. Vita 1 nằm rất gần với núi Olympus Mons sẽ được người chơi tới viếng thăm một phần khi đi vào khu vực ngầm "Necropolis", những tàn tích của một thành phố cổ trên Sao Hỏa do con người của trạm Vita-01 khai quật được.

## Cốt truyện
Martian Gothic: Unification diễn ra vào ngày 17 tháng 6 năm 2019, mười tháng sau lần truyền tin cuối cùng của trạm Vita-01 về Trái Đất với thông điệp “một mình, sống sót” (stay alone, stay alive) vào ngày 8 tháng 8 năm 2018. Đội điều tra của Kenzo Uji, Martin Karne và Diane Matlock đã tiếp cận được Vita-01 trên Sao Hỏa bằng tàu vũ trụ của họ. Cỗ máy tính MOOD của trạm Vita01 xem chừng đã chú ý đến sự hiện diện của họ. Kenzo buộc phải hạ cánh khẩn cấp trên bề mặt Sao Hỏa và phi hành đoàn bắt đầu khởi hành vào những nút không khí khác nhau trong Vita01. MOOD đã dự đoán một cách thờ ơ rằng dù cả ba bước chân vào đó thì chỉ còn hai là sống sót mà thôi. Nhóm ba người đều tách riêng và thu nhận tín hiệu từ bộ đồ phi hành gia của mình để giữ liên lạc bằng lời. Cả ba đi qua phòng khử nhiễm, nhưng cứ mỗi tờ ghi chú rằng có điều gì đó bị trục trặc trong quá trình khử nhiễm. Lúc đầu chỉ có Kenzo mới đặt chân vào trong căn cứ trong khi cửa nút không khí của Karne và Matlock đều bị niêm phong. Kenzo tình cờ đạp phải các xác chết khác nhau trong những hành lang tĩnh mịch, bao gồm cả xác của trưởng trạm Antonio Fellicci. Bằng cách lắng nghe đoạn ghi âm được tìm thấy trên xác của ông, Kenzo mới phát hiện ra rằng sự sụp đổ của Vita-01 xảy đến khi người ta bắt đầu bắn lẫn nhau dọc các hành lang của khu căn cứ. Kenzo tìm thấy phòng của Fellicci nhưng lại bắt gặp một xác chết bay bổng một cách kỳ quái ở hành lang. Nhờ sử dụng bộ máy tính của Fellicci, Kenzo mới phá được dấu niêm phong cửa nút không khí của Karne. Thế nhưng một khi cánh cửa được mở khóa thì xác chết cô bạn gái của Fellicci bỗng nhiên sống dậy và lao vào tấn công Kenzo. Karne thoát khỏi nút không khí của mình và bước vào căn cứ ở một khu vực khác nhau hơn so với Kenzo. Không lâu sau khi đi qua nguyên một dãy hành lang, Karne mới để ý rằng đồng hồ của anh chỉ hiển thị thời gian khó mà xảy ra được là 48:62. Đó là mật khẩu màn hình nằm gần cửa hầm, cùng với các sự kiện nhỏ khác nữa chính là công việc của MOOD đang cố gắng để giúp cả ba sống sót. Nhờ sử dụng mật khẩu màn hình do Kenzo phát hiện, Karne đặt chân vào khu vườn ươm các loại cây trồng, nhặt được khẩu súng từ một xác chết, và giao chiến với Trimorph, con trùm đang chắn lối đi đến phòng trị liệu oxy tái chế.

## Lối chơi
Game có lối chơi tương tự dòng Resident Evil: cũng góc nhìn thứ ba truyền thống; góc quay camera cố định; cách điều khiển nhân vật; “Vac-Tubes” nằm trong mấy hòm đồ; và những chiếc thẻ khóa đầy màu sắc. Trò chơi tập trung nhiều vào phần giải đố và tìm đường, chứ không phải những cảnh chiến đấu dữ dội. Tuy vậy hệ thống chiến đấu tập trung vào việc điều khiển đám đông hoặc tiêu diệt kẻ địch nhỏ và yếu trông dễ dàng hơn nhiều còn hơn là bị áp đảo bởi những kẻ thù như thây ma bước đi cùng một tốc độ như người chơi. Trong trò chơi này, ngoài việc điều khiển nhân vật dưới dạng góc nhìn thứ ba truyền thống, người chơi còn phải điều khiển cả ba thành viên trong nhóm giống như trò Day of the Tentacle. Đây là một thách thức đối với người chơi bởi phải làm sao cho họ hợp thành một khối đoàn kết, có vậy thì mới hoàn thành được nhiệm vụ. Chính bởi ý nghĩa này mà tên game có thêm chữ hợp nhất (unification).
Một trong những điểm độc đáo của trò chơi là nếu các nhân vật chưa từng gặp mặt nhau thì sẽ dẫn đến kết cuộc game over. Thế nhưng người chơi có thể dễ dàng và nhanh chóng chuyển sang bất kỳ một nhân vật vào bất cứ lúc nào. Việc liên lạc với nhau được thực hiện bằng radio. Thường đưa ra lời khuyên để người chơi tìm thấy một "khu vực an toàn" trước khi chuyển sang nhân vật khác. Các nhân vật đều có một tủ đồ với sức chứa hạn chế. Bởi vì các nhân vật không thể gặp mặt nhau để trao đổi những món đồ sử dụng Vac-Tubes nằm rải rác khắp căn cứ. Loại Vac-Tubes này có thể mang cùng lúc bốn món đồ đến cửa hầm khác để kết nối với Vac-Tubes ở bất cứ nơi nào trong trạm không gian. Nếu người chơi cần cất vài món đồ thiết yếu vào trong Vac-Tubes có thể chứa đến sáu cái cùng lúc. Nếu người chơi không chắc cất đồ tại đâu thì nên kiểm tra bằng cách sử dụng bất kỳ máy tính nào có mặt trong game hiện lên danh sách cửa hầm, gồm cả những cái chưa từng đặt chân đến.
Mục đích của trò chơi là để làm sáng tỏ những sự kiện trước khi các nhân vật xuất hiện. Để làm được điều này người chơi có thể lục lòi xác chết tìm kiếm thư từ hoặc các đoạn phim ghi âm có thể chứa các thông tin về nhân vật, cốt truyện, mật khẩu, và nguyên nhân tử vong của họ. Nhiều đoạn phim ghi âm được lưu trên một số máy tính trong khu căn cứ, trong đó cũng chứa thông tin về các nhân vật, cốt truyện và diễn biến tiếp theo của người chơi. Một tính năng độc đáo khác của game chính là các thây ma không thể bị giết chết vĩnh viễn. Việc người chơi bắn trúng kẻ thù chỉ đủ thời gian làm cho nó bị tàn phế tạm thời mà thôi, rồi được tái sinh trở lại nếu người chơi lại đi vào khu vực này về sau và bước gần đến vật mẫu rơi rụng của chúng. Việc save game được thực hiện thông qua một tựa game máy tính tên gọi "Martian Mayhem" và bị giới hạn từ 2-4 lần save trong bản PC và 12 lần save trong bản PlayStation. Một khi người chơi đặt chân đến di chỉ Necropolis, một máy tính xách tay được tìm thấy cho phép người chơi save game ở bất cứ đâu.

## Phát triển
Là một trong số những game được ra mắt vào cuối vòng đời của hệ máy PlayStation. Đồng thời là tựa game cuối cùng của Creative Reality. Trò chơi có cùng một nhóm phát triển và nhóm biên kịch như Dreamweb, như vậy nó phụ thuộc rất nhiều vào văn bản và các câu đố. Trong một cuộc phỏng vấn của Stephen Marley với tạp chí Retroaction Magazine, ông tuyên bố rằng ông không hài lòng với sản phẩm cuối cùng. Trong cuộc phỏng vấn này đã để lộ ra rằng trò chơi này dựa vào thể loại game phiêu lưu trỏ và nhấns nhưng đã bỏ qua ý tưởng này. Trò chơi được đổi thành thể loại kinh dị sinh tồn nhưng vẫn giữ lại nhiều vật phẩm dựa trên việc giải đố từ khái niệm ban đầu của game. Phiên bản PlayStation có sự xuống dốc đáng kể về lớp texture trong game. Ngoài ra, phiên bản này còn cho phép người chơi save lại nhiều hơn nữa.

## Đón nhận
Martian Gothic: Unification đều nhận được những bài đánh giá khác nhau. Theo các website tổng hợp kết quả đánh giá GameRankings và Metacritic đã chấm cho bản PlayStation số điểm là 64.75% và 64/100 và bản PC là 58.65%. IGN chấm cho game số điểm là 7.9/10 cho rằng nó đã "tốn nhiều công sức dành cho...câu chuyện--có vẻ như được gom góp lại từ nhiều cốt truyện khoa học viễn tưởng khác-- làm lôi cuốn và giúp bạn suy đoán." Steve Smith từ GameSpot nói rằng game đã "bỏ lỡ cơ hội’ vì nhà thiết kế có ý tưởng tốt nhưng không pha trộn các yếu tố của trò chơi tạo thành vào một tựa game hoàn chỉnh." Một trong những bài đánh giá tích cực hơn, đến từ PlayStation Illustrated, đã chấm cho game với số điểm là 8/10.